# Триалюминийпентаникель
Триалюминийпентаникель — бинарное неорганическое соединение
никеля и алюминия
с формулой Al3Ni5,
кристаллы.

## Получение
- Сплавление стехиометрических количеств чистых веществ:

{\displaystyle {\mathsf {5Ni+3Al\ {\xrightarrow {700^{o}C}}\ Al_{3}Ni_{5}}}}

## Физические свойства
Триалюминийпентаникель образует кристаллы
ромбической сингонии,
пространственная группа C mmm,
параметры ячейки a = 0,7440 нм, b = 0,6638 нм, c = 0,3741 нм, Z = 2
.
Соединение образуется по перитектической реакции при температуре ≈700°С.
Имеет большую область гомогенности 64÷68 ат.% никеля.

## Химические свойства
- Разлагается при нагревании [3]:

{\displaystyle {\mathsf {Al_{3}Ni_{5}\ {\xrightarrow {>700^{o}C}}\ 2AlNi+AlNi_{3}}}}